# 尾札部村
尾札部村（おさつべむら）は、かつて北海道茅部郡にあった村。

## 概要
村名の由来はアイヌ語地名で「乾く川」より。尾札部川は川下が砂利川で渇水時に水が吸い込まれ乾いた部分が広がるからである。

## 沿革
- 1906年（明治39年）4月1日 - 北海道二級町村制施行により、茅部郡尾札部村が村制施行し、尾札部村が発足。函館支庁に所属。
- 1922年（大正11年）8月3日 - 支庁の改称により渡島支庁に所属。
- 1959年（昭和34年）5月1日 - 茅部郡臼尻村と合併し南茅部村となり消滅。